# Massenbachhausen
Massenbachhausen è un comune tedesco di 3 642 abitanti, situato nel land del Baden-Württemberg.